# 新幹線総合システム
新幹線総合システム（しんかんせんそうごうシステム、通称COSMOS（コスモス）：Computerized Safety, Maintenance and Operation Systems of Shinkansen）とは、列車の運行管理や制御機器の監視などを総合的に行う列車運行管理システム(PTC)の一種であり、東日本旅客鉄道（JR東日本）と西日本旅客鉄道（JR西日本）が共同で東北新幹線・上越新幹線・北陸新幹線で運用しているコンピュータシステムである。

## 概要
1982年に東北・上越新幹線が開業した当初は、1972年より旧日本国有鉄道が東海道・山陽新幹線で導入していたものとほぼ同じ新幹線運行管理システム（通称COMTRAC（コムトラック）：Computer Aided Traffic Control System）と新幹線情報管理システム（通称SMIS：Shinkansen Management Information System）を運用していたが、その後1991年の東京駅延伸開業、1992年の山形新幹線開業などを経て列車本数が大幅に増加したほか、多種多様な車両形式による編成の増備、新線や新駅の開業、在来線へ直通するミニ新幹線による途中駅で分割併合を行う列車（「つばさ」と「やまびこ」など）が登場するなど分割・併合等の運転体系の多様化と複雑化が進んでおり、当初システムの改修では対応が限界に達しつつあったことから、抜本的な新システムとして、ジェイアール東日本情報システムと日立製作所との共同開発により、1995年11月より導入された。

## システム構成
JR東日本新幹線統括本部新幹線総合指令所（2019年に新幹線運行本部総合指令室より改組）および石川県金沢市のJR西日本金沢支社金沢新幹線総合指令所（2015年から）の2か所を拠点に、各社の管轄範囲の運行ダイヤ・車両・保守作業などを総合的に管理する。
計画部門・計画伝達業務・指令の定例業務のシステム化が図られており、指令業務の大幅な刷新が行われているのが特徴であり、当初は輸送計画システム・運行管理システム・車両管理システム・設備管理システム・保守作業管理システム・電力系統制御システム（COSMOS-SCADA）・集中情報監視システム・構内作業管理システムの8つのサブシステムから構成されていたが、設備管理システムは、後に在来線の設備管理システムに吸収統合されており、現在は7つのサブシステムから構成されている。
以下に当初に導入された8つのサブシステムの役割について説明する。

### 輸送管理システム
ダイヤ改正または季節・曜日に合わせたきめ細やかなダイヤを作成するためのシステムであり、端末のモニター画面上において筋ダイヤ形式による直接作成が可能であり、列車の運行計画にあわせた車両と乗務員の運用計画においてもシステムとの対話形式で行われることで、迅速な計画作業が可能となった。また、作成した輸送計画は運行管理システムに送られるとともに、駅・乗務員区所・車両基地などの現場端末には、必要な情報のみが自動的に選択されて送られるため、従来で行われていた示達抜粋作業が不要となっている。

### 運行管理システム
当日の列車運行を管理し、輸送管理システムで作成されたダイヤデータを基に列車の進路制御を行うとともに乗客に向けての情報提供を行う。
主な機能として、ダイヤデータを駅に設置された駅PRCシステムに送り、ダイヤデータを基に駅PRCシステムにより列車追跡と進路制御を行い旅客案内制御装置(PIC)によりホームの掲示器などの乗客の案内を行う進路制御機能、従来のCTC装置を統合して運行管理システムの1つの機能とし、列車の在線情報や進路状態などを中央指令に表示するとともに中央指令からの進路や臨時速度制限設定を直接制御するCTC機能、列車の遅延によりダイヤ乱れが発生した時、システムはいままでの列車の走行実績からその後の列車動向を予想して予報ダイヤを作成して、ダイヤ調整が必要なことを司令員に警告表示する。その後、予報ダイヤを基に指令員がダイヤの変更案を検討して、検討したダイヤ変更案を仮入力してシミュレーションを行うことで、ダイヤ変更の決定前にダイヤ変更案の整合性をチェックしてから、ダイヤ変更を決定して、システムが運転整理を開始することで、運転整理を飛躍的に向上させた運転整理機能がある。運行表示盤は、従来の壁一面に広がった大形の運行表示盤から端末のモニター画面上に運行表示情報をすべて表示する方法に変えており、駅・乗務員区所にも運行情報端末を配置して、リアルタイムに情報を共有することできる。また、列車の運行する運転時間帯と保守作業を行う作業時間帯を区分して管理する時間帯管理機能があり、運転時間帯から作業時間帯へ移行する場合には、列車運行の終了後にシステムが指令員に列車運行の終了の提案行い、指令員はそれを承認すると作業時間帯へ移行し、作業時間帯から運転時間帯へ移行する場合には、後述する、保守作業管理システムの保守作業終了完了入力が行われると、システムが指令員に列車運行の開始の提案行い、指令員はそれを承認すると運転時間帯へ移行することで、運転や作業の安全を確保することができる。

### 車両管理システム
新幹線車両の装備や故障・検査に関わるデータ管理を行うシステムであり、中央のシステムでは車両の検査結果や故障などに関する履歴管理データの処理を行い、車両基地のシステムでは部品供給などの管理を行う。これにより、本線で発生した車両故障のデータは中央の指令から車両基地に送られて、迅速なデータ検索や分析が行われることができる。

### 設備管理システム
保線・電力・信号通信設備のデータを一元管理するシステムであり、保線区では設備修繕のデータの管理を行い、本社と支社のネットワークによりデータの相互交換や共有化を行うことができる。また、電気軌道総合試験車により収集された路線のデータは、一括して中央のシステムに送られてから各保守区の保守作業管理端末に送られるようになっている。

### 保守作業管理システム
設備の保守作業業務の統制をサポートするシステムであり、現場端末から作業計画の入力を行い、作業の着手と終了などを中央の指令で管理して、保守作業員は携帯無線電話機を使用した音声応答により、作業の着手と終了の手続きを行う、保守用車両を使用して分岐器の転換による進路設定を行う場合には、駅や中央の指令を介することなく、ハンディターミナルを保守作業員が操作することにより直接に行う。

### 電力系統制御システム（COSMOS-SCADA）
新幹線変電設備の制御と監視を行うシステムであり、従来は各地区の電力指令により変電設備を現地制御して、中央の指令は監視と承認の業務のみが行われてきたが、このシステムでは、監視とともに中央の指令から変電設備を直接制御することが可能となった。このため、各地区の電力指令は廃止されている。

### 集中情報監視システム
新幹線の沿線防災と信号通信設備の監視を行うシステムであり、列車の運行に必要な風速・雨量・積雪深・レール温度・地震などの沿線防災情報を中央の指令で一元化し、沿線防災情報を運行管理システムに送り、必要な運転規制の提案を自動的に行う。これにより、指令員は確実な規制手配を行うことができる。

### 構内作業管理システム
車両基地内での進路制御や検修業務計画作成とその計画を基に車両基地内の進路制御を行うシステムであり、車両運用と検査計画に基に、車両基地内での検査作業の係員の手配・場所と時間の割り当て・基地内の入換計画を作成する構内作業計画システムと中央のシステムから送られた列車ダイヤと構内作業計画システムで作成した入換計画を基に進路制御を行う基地PRCシステムの2つのシステムで構成されており、構内の入換進路においては、作業の進捗に合わせて進路を制御する必要があるため、入換えの運転士がトリガー端末(携帯用無線端末)を使用して進路要求を行い、車両基地内の信号扱所での進路制御扱いを無くしている。

## 改良
2008年5月には計算機の老朽化に伴い、輸送計画と運行管理の計算機がリニューアルされ、このリニューアルにより予想ダイヤ機能（ダイヤが乱れた際、列車の着発番線競合など、所定ダイヤから修正を要する箇所を検出・表示し、指令員の変更判断・入力を仰ぐ機能）が従前の最大4時間までから、当日の最終列車が車両基地に入るまでの終日予測ができるようになった。
2015年3月の北陸新幹線金沢開業に伴う改良では、1システム2指令所の体制となったことに伴い、2指令所相互間でダイヤ変更内容や臨時速度制限などを相互に通知・確認する機能が設定されている。
また、2016年3月に東北新幹線を延伸する形で開業した北海道新幹線については、新幹線と在来線の共用区間が存在することから、独自の運行管理システムである北海道新幹線総合システム（CYGNUS）が導入されたが、COSMOSとCYGNUSは接続・連携されている。例えば列車運行管理については、COSMOSが北海道新幹線も含めた新幹線全線のダイヤを管理し、CYGNUS側でJR北海道管轄区間のダイヤデータと共用走行区間の在来線のダイヤを統合し、管理を実施している。

## 障害・トラブル
2008年12月29日、システムが使用不能となり、午前6時の始発から約3時間に亘り全線で運転を見合わせる事態となった。原因は、前日の12月28日の列車ダイヤが車両故障や強風等で大幅に乱れたため、翌日使用する車両や乗務員等の運用計画を大幅に修正したものの、システムへの入力がシステム上の日付切替時刻（午前5時）に間に合わなかったため。
2011年1月17日午前8時23分ごろ、当日早朝に発生した線路設備不具合に係る対応のため、指令員がダイヤを臨時に変更するデータを入力したところ、予想ダイヤ表示画面が消えてしまったため、データ整合確認のため全線で一時運転見合わせ。その後、午前8時52分に自然復旧し、午前9時38分に全線で運転再開した。原因は、大量の変更データ入力を短時間に行ったため、一時的にシステムの許容負荷を超過したため（概要で述べたように2008年5月に予想ダイヤ表示機能がリニューアルされた一方、システムの最大処理能力は増強されていなかったため、ダイヤ要修正箇所数の検出・表示許容限度数である600件を超過してしまった）。JR東日本では再発防止策として、プログラムの改修を検討するとしている。
2016年5月4日、始発から終電まで電光掲示板が表示されないトラブルが発生した。原因は、臨時列車が多数設定され掲示板システムの列車情報処理容量である1600件を超過する1606件の列車が登録されていたためだった。JR東日本は対策のため電光掲示板システムのプログラムを改修して翌5日から平常通り電光掲示板を稼働させた。